# Данчены
Данчены (рум. Dănceni, Дэнчень) — село в Яловенском районе Молдавии. Относится к сёлам, не образующим коммуну.

## География
Село расположено на высоте 133 метров над уровнем моря.

## Инфраструктура
В селе находится парк зимних развлечений.

## Население
По данным переписи населения 2004 года, в селе Дэнчень проживает 2796 человек (1492 мужчины, 1304 женщины).
Этнический состав села:
| Национальность | Число жителей | Процентный состав |
| -------------- | ------------- | ----------------- |
| молдаване      | 2584          | 92.42             |
| русские        | 62            | 2.22              |
| украинцы       | 59            | 2.11              |
| румыны         | 59            | 2.11              |
| цыгане         | 12            | 0.43              |
| болгары        | 9             | 0.32              |
| гагаузы        | 2             | 0.07              |
| прочие         | 9             | 0.32              |
| Всего          | 2796          | 100 %             |

## Известные уроженцы
- Петрашку, Валентина Григорьевна (род. 1943) — советский передовик сельского хозяйства, Герой Социалистического Труда (1973).